# 程大昌
程大昌（1123年—1195年），字泰之，休寧縣（今休宁县洪裡鄉）人，南宋學者。

## 生平
十歲能寫文章，紹興二十一年赵逵榜進士，紹興二十六年（1156年），除太平州教授。紹興二十七年（1157年），召為大學正。紹興三十年（1160年）试馆职，为秘书省正字。紹興三十二年（1162年）六月孝宗即位，迁著作佐郎。淳熙二年（1175年）召为秘书少监。淳熙三年（1176年）权刑部侍郎，升侍讲兼国子祭酒，兼给事中。權吏部尚書。
淳熙七年（1180年）知泉州，有惠政，“江州贼沈师作乱，戍将萧统领战死，闽部大震。大昌趣统制裴师武讨之，贼遂遁去。”。迁知建宁府，光宗嗣位，徙知明州。绍熙五年（1194年），以龍圖閣直學士致仕。慶元元年（1195年）卒，諡文簡。

## 著作
程大昌繪有《禹贡论山川地理图》，並大量引用《水经注》的记载，對郦道元亦有所批評。現代郦学家陈桥驿将程大昌列为宋代的两大郦学家之一。道光《晋江县志》稱：“大昌博学善考究，著述传于当时。”归有光則批评他“山川、土地非身所履，终无以得其真”。著有《易原》、《禹貢論》、《詩論》、《雍錄》、《北邊備對》、《演繁露》、《考古篇》、《易老通言》。《程文简集》20卷，已佚。
另著有《樗蒲经略》，敘述樗蒲玩法。

## 延伸阅读
[在维基数据编辑]
 《宋史/卷433》，出自脱脱《宋史》